# “Love Song”/Joyful,Joyful
『“Love Song”/ Joyful,Joyful』（ラブソング / ジョイフル,ジョイフル）はbouncy recordsから2007年1月24日に発売された宮川愛3枚目のシングル。

## 収録曲
1. “Love Song”
  - 作詞：宮川愛 / 作曲：野崎陽一
2. Joyful,Joyful
  - ローリン・ヒルのカバー
  - 日本テレビ『スポーツうるぐす』2006年12月 - 2007年1月度主題歌
3. “Love Song”(instrumental)